# Пюи-Сен-Пьер
Пюи́-Сен-Пьер (фр. Puy-Saint-Pierre, окс. Puei Sant Peire) — коммуна во Франции, находится в регионе Прованс — Альпы — Лазурный Берег. Департамент коммуны — Верхние Альпы. Входит в состав кантона Южный Бриансон. Округ коммуны — Бриансон.
Код INSEE коммуны — 05109.

## Население
Население коммуны на 2008 год составляло 500 человек.
| 1962 | 1968 | 1975 | 1982 | 1990 | 1999 | 2008 |
| ---- | ---- | ---- | ---- | ---- | ---- | ---- |
| 227  | 229  | 254  | 307  | 344  | 354  | 500  |

## Экономика
В 2007 году среди 326 человек в трудоспособном возрасте (15—64 лет) 237 были экономически активными, 89 — неактивными (показатель активности — 72,7 %, в 1999 году было 70,3 %). Из 237 активных работали 229 человек (124 мужчины и 105 женщин), безработных было 8 (2 мужчин и 6 женщин). Среди 89 неактивных 30 человек были учениками или студентами, 39 — пенсионерами, 20 были неактивными по другим причинам.